# Media Business Press
Media Business Press was een Nederlandse uitgeverij van branche- en vakbladen die gevestigd was in Rotterdam en Amsterdam.
Media Business Press gaf onder meer Media Facts, De Uitgever, Boekblad, Boekverkoper, Sales Management, Klik, Koninklijke Horeca Nederland, Politiebericht, Nautiles Maritiem Magazine en Het Houtblad uit. Naast tijdschriften publiceerde de uitgever vakinformatieve boeken, over onder meer verkoop- en managementvaardigheden.
Media Business Press was onderdeel van de Thieme GrafiMedia Groep en is in 2010 overgenomen door Uitgeverij MYbusinessmedia.